# 22 мили
«22 мили» (англ. Mile 22) — американский боевик 2018 года режиссёра Питера Берга.
В главных ролях: Лорен Коэн, Марк Уолберг и Джон Малкович.
Фильм получил негативные отзывы и собрал 66 млн $. Большинство кинокритиков согласны с консенсусом на Rotten Tomatoes, в котором фильм называется «боевиком без острых ощущений».

## Сюжет
Офицер ЦРУ Джеймс Сильва возглавляет сверхсекретное подразделение Центра специальных операций ЦРУ под кодовым названием «Призраки», которое проникло на конспиративную квартиру Федеральной службы безопасности России в США. Миссия «Призраков» под руководством Джеймса Бишопа заключается в обнаружении и уничтожении партии цезия до того, как это высокотоксичное вещество сможет быть использовано в качестве оружия, способного убить тысячи людей. Подразделение уничтожает агентов, в то время как член «Призраков» Элис Керр получает ранение. Один из россиян, 18-летний Анатоль Курагин, выпал из окна во время взрыва после того, как не смог спасти цезий. Сильва казнит Курагина, несмотря на его мольбы, и все убегают.
Шестнадцать месяцев спустя офицер полиции Индокарра (вымышленной страны, в значительной степени основанной на Индонезии) Ли Нур сдается в посольстве Соединенных Штатов, чтобы договориться о выезде из страны в обмен на информацию об оставшемся цезии. Керр ручается за надежность Нура, но он отказывается раскрыть пароль к зашифрованному самоуничтожающемуся диску, пока не окажется в безопасности на борту самолета. Пока Нур проходит тестирование, Керр пытается разобраться со своими семейными проблемами. Аксел, возглавляющий группу из Государственного разведывательного управления Индокарра, прибывает в посольство и требует выдачи Нура. Прибывают Керр и агент «Призраков» Сэм Сноу и Керр, потрясенные его боевым мастерством, узнав, что Нур раньше служил в спецназе Индокарра.
Сильва соглашается проводить Нура до самолета, который находится в 22 милях. Нур рассказывает, что он ополчился на коррумпированное правительство Индокарра, потому что оно убило его семью. Канал наблюдения Бишопа отключается, затем включается снова. Во время отключения электроэнергии люди Аксела устанавливают бомбу в машину, которая взрывается. В то время как подразделение Сильвы помогает отбиваться от людей Аксела, Сэм смертельно ранена. Сильва дает Сэм две гранаты и оставляет ее, позволяя ей совершить самоубийственную атаку на оставшихся приспешников.
Сильва, Нур, Керр и еще один агент «Призраков», Уильям Дуглас, заходят в ресторан. Сильва видит Аксела и направляется к нему, несмотря на приказ Бишопа. Аксел просит Джеймса выдать Нура, но тот отказывается. Возвращаясь, он натыкается на двух девушек и понимает, что в ресторане лежит граната; он расправляется с мирными жителями, прежде чем она взорвется. Когда пыль рассеивается, Дуглас тяжело ранен, а девушки нападают на Сильву. Нур помогает Сильве убить их. Направляясь на конспиративную квартиру, Дуглас погибает, сдерживая людей Аксела.
Укрывшись в жилом комплексе, Керр расстается с семьей и встречает молодую девушку. Керр и девушка спасаются от опасности, используя гранаты-ловушки. Сильва и Нур разделяются, сражаясь с Акселом и его приспешниками. Сильва и Нур снова встречаются, а также молодая девушка, которую спасла Керр. Она приводит их к Керр, которая проигрывает бой приспешнику, пока Нур не убивает его.
По пути к взлетно-посадочной полосе оставшиеся члены команды ненадолго вступают в схватку с Акселом. Разозлившись, Сильва приказывает «Призракам» уничтожить его машину ударом беспилотника. Команда с трудом добирается до самолета. Ли Нур садится в самолет вместе с Керр, которая собирается еще раз встретиться со своей семьей. В самолете Бишоп замечает, что сердцебиение Нура участилось, и выясняется, что Нур не двойной агент, а тройной, работающий на российское правительство, а Курагин был сыном высокопоставленного чиновника в этом правительстве. Чиновник нанял Нура, чтобы тот дал Элис неверную информацию, чтобы они поверили ему. Как раз в тот момент, когда Элис осознает это, на группу наблюдения Бишопа совершается налет. Вся команда застрелена, а Бишоп выходит на улицу и умирает. Сильва отказывается признать, что Элис погибла в самолете. Сильва понимает это слишком поздно и рассказывает о своих переживаниях во время разбора полетов после миссии. Вернувшись домой, Сильва вешает на стену фотографию Нура, поклявшись отомстить.

## В ролях
- Лорен Коэн — Элис
- Марк Уолберг — Джеймс Сильва
- Джон Малкович — Бишоп
- Ронда Раузи — Сэм Сноу
- Ико Ювайс — Ли Нур
- Николай Николаефф — старший лейтенант Александр Асланов
- Карло Альбан — Уильям Дуглас
- Терри Кинни — Джонни Портер
- Пурна Джаганнатан — Дороти Брэди
- Александра Вино — сержант Томас
- Сэм Медина — Аксел
- Ли Че Рин — «Королева»
- Кейт Артур — «Король»
- Наталья Губская — Вера
- Дэвид Гарелик — Анатоль Курагин
- Алла Грин — русская женщина
- Артем Лященко — русский командир
- Татьяна Никель — русская стюардесса

## Прокат
Премьера фильма в Греции, Израиле и Сингапуре состоялась 16 августа 2018, в Кувейте, Новой Зеландии и России — 23 августа 2018, в Австралии, Дании и Перу — 30 августа 2018. 

## Критика
Фильм получил негативные оценки кинокритиков. На сайте Rotten Tomatoes у него 23 % положительных рецензий на основе 173 отзывов, со средней оценкой 4,14 из 10. На Metacriticе — 39 баллов из 100 на основе 34 рецензий.